# Setaria (Nematodengattung)
Setaria ist eine Gattung der Filarien mit weltweiter Verbreitung, die in der Peritonealhöhle oder in der Brusthöhle bei Huftieren parasitieren. Von den Haustieren sind vor allem Rinder und Pferde betroffen. Menschen sind im Regelfall nicht gefährdet, es gibt einen berichteten Fall einer Fehlbesiedlung der Bindehaut mit der bei Pferden vorkommenden Art Setaria equina.

## Merkmale und Lebenszyklus
Adulte sind bis zu 12 cm lang, weißlich und dünn fadenförmig. Um die Mundöffnung ist die Kutikula ringartig verstärkt. Dieser Ring weist an den Seiten tiefe Grübchen auf und erscheint oben und unten leicht eingedrückt, weshalb das Vorderende von der Seite wie mit zwei Zähnen, von schräg betrachtet wie mit vier Zähnen bewaffnet erscheint. Der Schwanz der Männchen hat vier vor dem Anus gelegene (präanale) und drei bis vier hinter dem Anus (postanale) lokalisierte Paare von Papillen. Die Spikula sind unterschiedlich lang. Die Weibchen tragen am Schwanz einige große konische Auswüchse. Das makroskopische Aussehen zusammen mit der Lokalisation des Parasiten ist für die Diagnose ausreichend.
Weibchen geben die 200 µm bis 250 µm lange Larve 1 (Mikrofilarie) ab, welche in den Blutkreislauf eintritt und von als Zwischenwirt dienenden blutsaugenden Insekten beim Saugen aufgenommen wird. Im Insekt findet die Entwicklung bis zum dritten Larvenstadium statt, welches bei einem erneuten Saugakt wieder auf den Endwirt übertragen wird. Die Adulten gelten als nicht oder kaum krankheitsauslösend, bei Rens sind aber schwere Bauchfellentzündungen beschrieben worden. Gelegentlich kann es, insbesondere bei Fehlwirten, zu Besiedlungen anderer Organe kommen. Hier ist vor allem die Besiedlung des Zentralnervensystems von Bedeutung, die zu schweren neurologischen Symptomen führen kann (Zerebrospinale Setariose).

## Systematik
Nach der klassischen Systematik wird die Gattung in die Unterfamilie Setariinae eingeordnet. Genetische Untersuchungen klassifizieren sie in die Hauptklade ONC 2 innerhalb der Onchocercidae.
Die Gattung enthält unter anderen folgende Arten:
- Setaria cervi (Wirt: Wiederkäuer)
- Setaria congolensis (Schweine)
- Setaria digitata (Rinder)
- Setaria equina (Pferde)
- Setaria javensis (Hirschferkel)
- Setaria labiatopapillosa (Rinder)
- Setaria marshalli (Rinder)